# Markvartice (tvrz)
Tvrz Červený dvůr se nachází v obci Markvartice v okrese Děčín v Ústeckém kraji. Tvrz stojí na levém břehu potoka Bystrá v jižní části vesnice. Z původního areálu se dochovala pouze hlavní budova a kamenný most přes potok, které jsou chráněné jako kulturní památka ČR.

## Historie
Markvartice byly od patnáctého století rozděleny mezi více majitelů a bývají zde uváděny tři různé tvrze, i když to byly spíše panské domy v hospodářských dvorech, které se od běžných usedlostí lišili větší velikostí. Tvrz zde založili nejspíše v roce 1568 Ludvík a Hanuš Schönfeldové, kteří nechali jednu z tvrzí renesančně přestavět.
Dalším majitelem části vesnice s tvrzí se v letech 1576–1580 stal Litold Kelbl z Geisinku a po něm Volf ze Salhausenu a jeho stejnojmenný syn. Od roku 1618 panské sídlo krátce patřilo Janu Bedřichovi z Oppersdorfu, kterému byl za účast na stavovském povstání zkonfiskován. Zabavený majetek koupil v roce 1623 Oto Jindřich z Vartenberka. Oto Jindřich byl známý svou krutostí k poddaným, kteří ho v roce 1625 i s manželkou zabili. Roku 1629 si tvrz nechal zapsat do desk zemských Zikmund z Volkenštejna, který ji o dva roky později prodal hraběti Janu Zikmundovi z Thunu. Thunové v roce 1705 připojili Markvartice k benešovskému panství, a tvrz od té doby sloužila pouze správě panství. Od roku 1945 někdejší panské sídlo využívalo místní jednotné zemědělské družstvo. Přilehlé hospodářské budovy zanikly a historická budova byla postupně devastována.

## Stavební podoba
Tvrz má podobu prosté jednopatrové budovy s téměř čtvercovým půdorysem. Slohové detaily zanikly při úpravách na konci devatenáctého století. Místnosti v přízemí, z nichž jedna sloužila jako kuchyně, jsou zaklenuté křížovými klenbami s hřebínky a přístupné polokruhovými portálky. V sousedství stávala budova ze sedmnáctého století. Její součástí byl portál, na jehož klenáku býval letopočet začínající čísly 16.

## Galerie

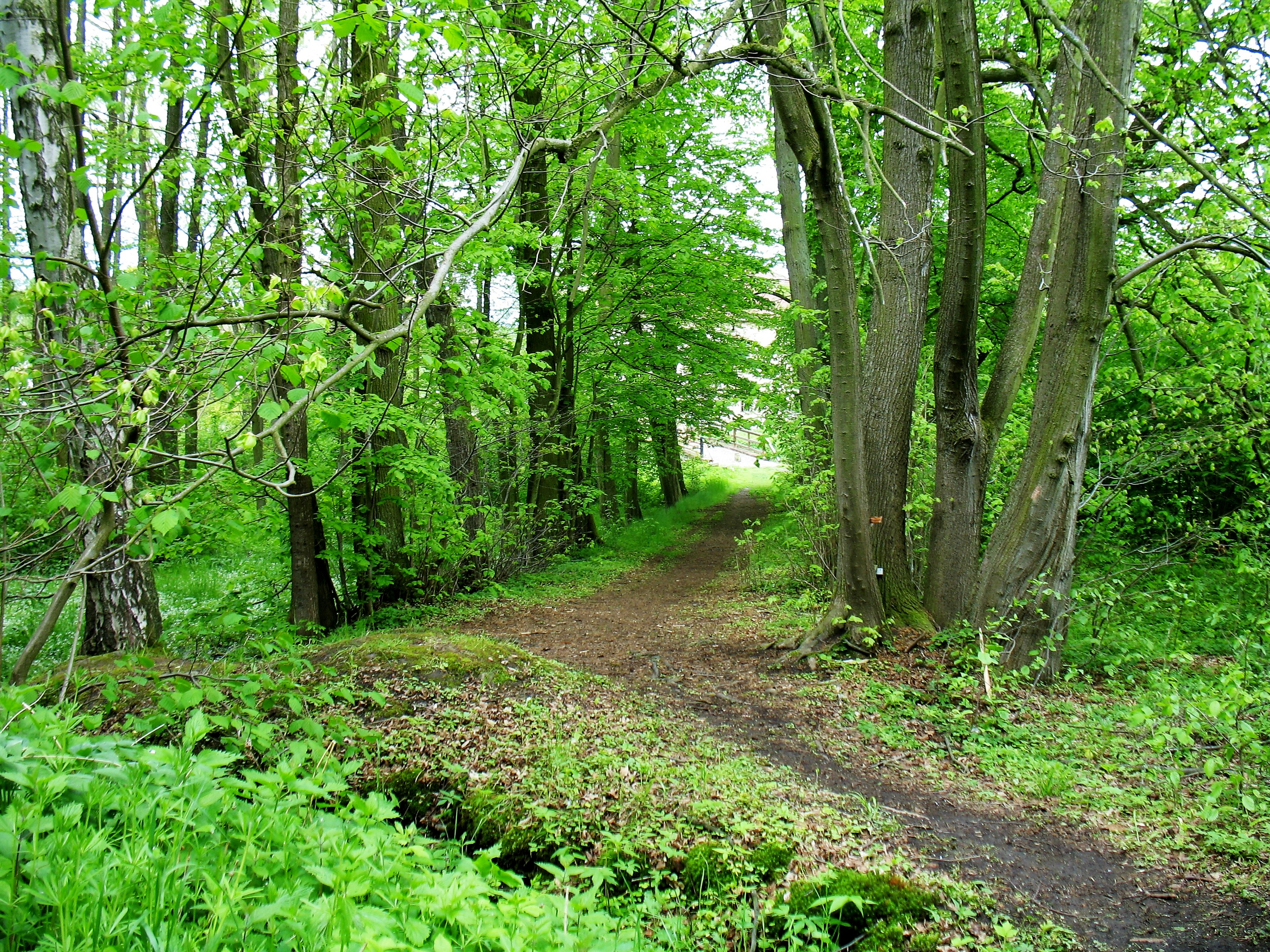
Alej u tvrze
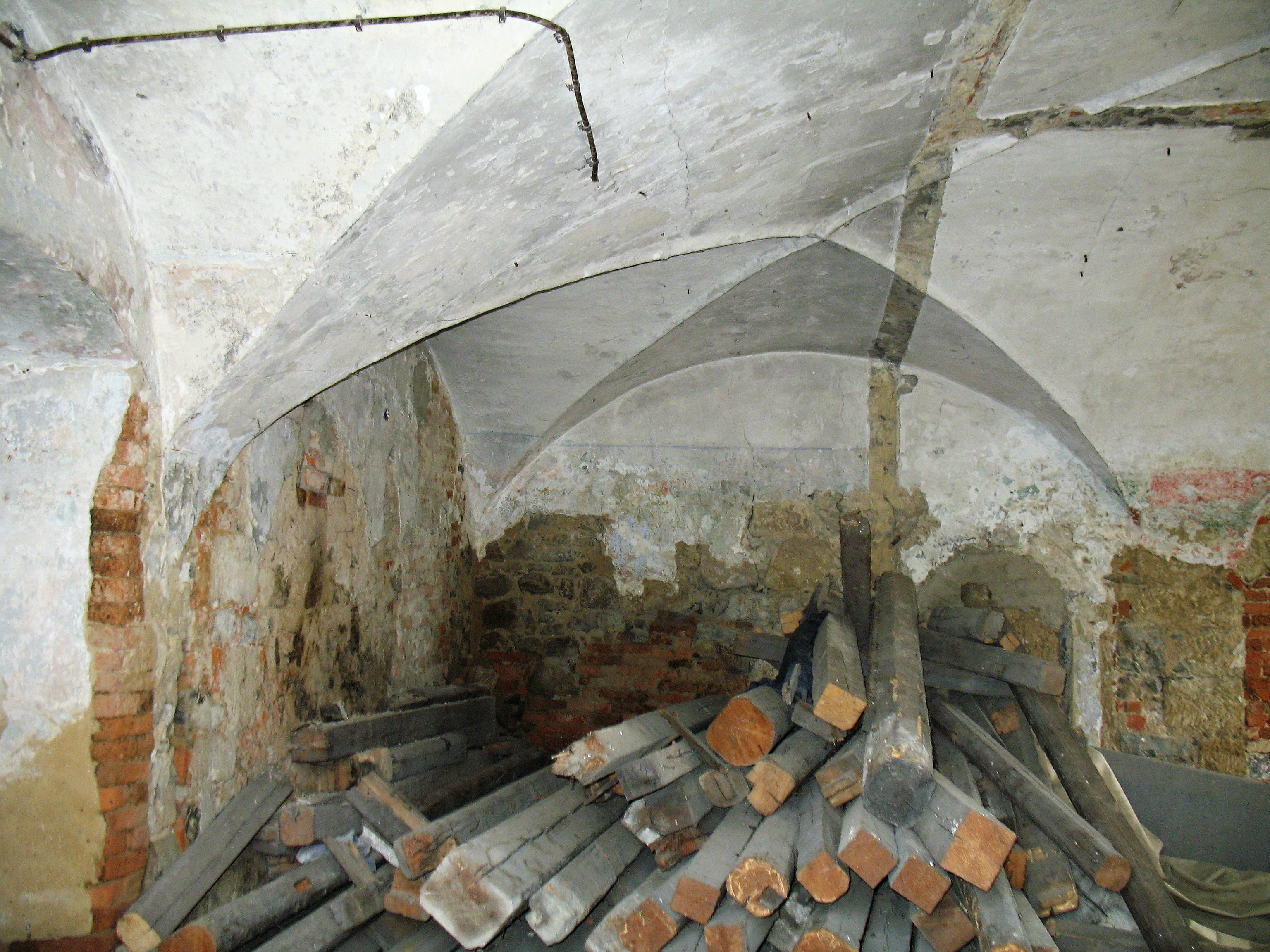
Klenby v přízemí
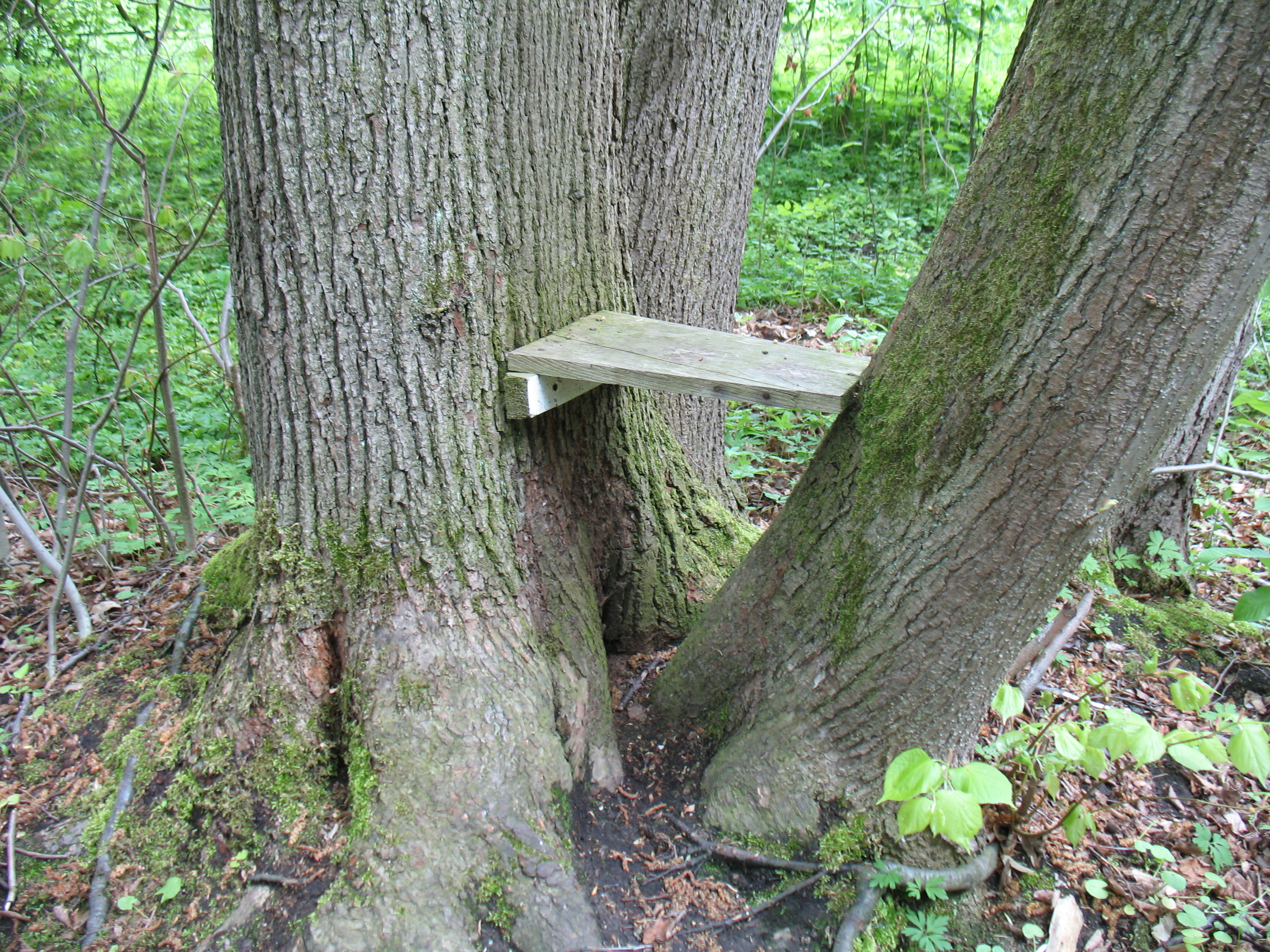
Lavička v aleji
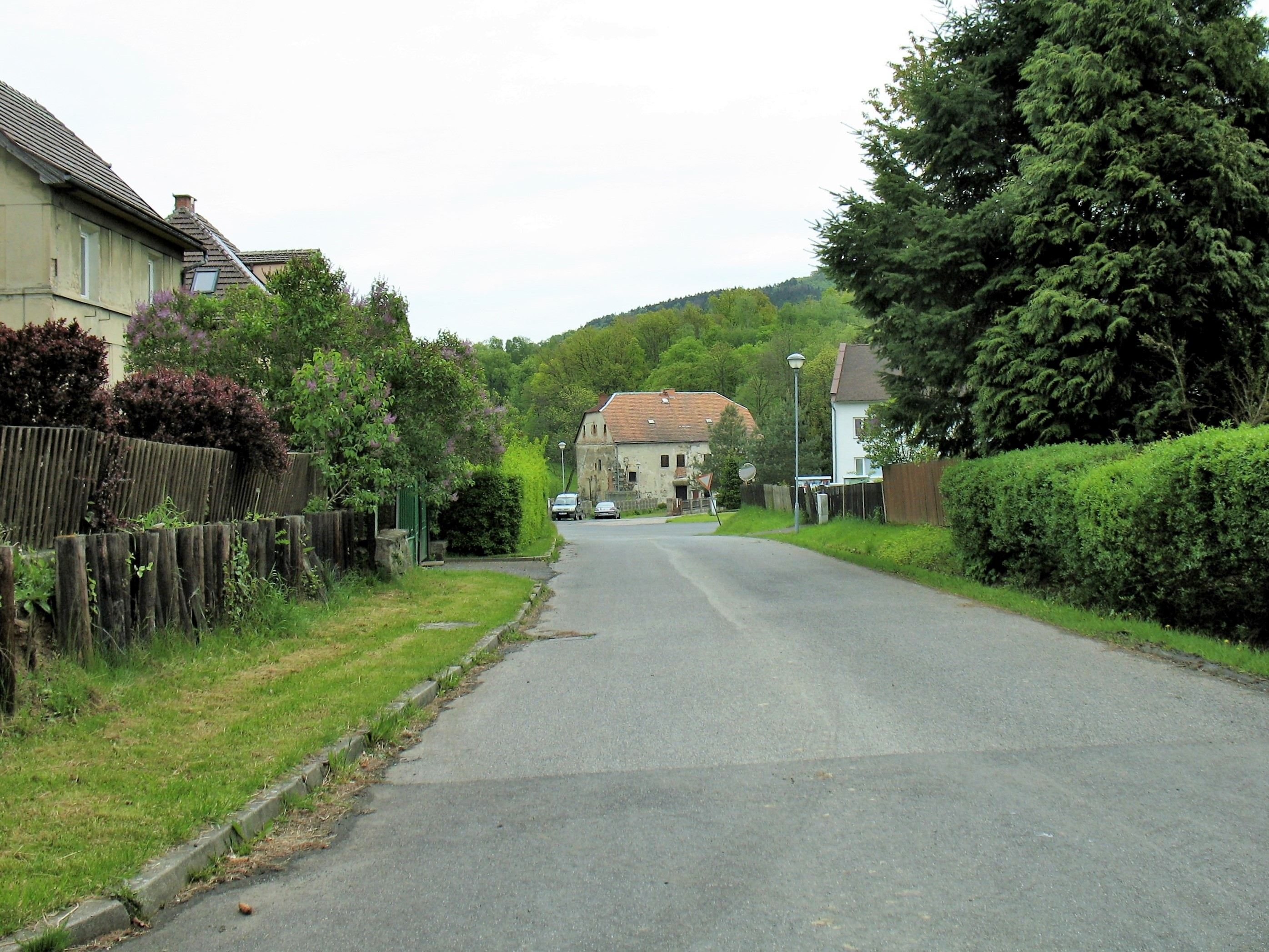
Pohled od cesty z nádraží
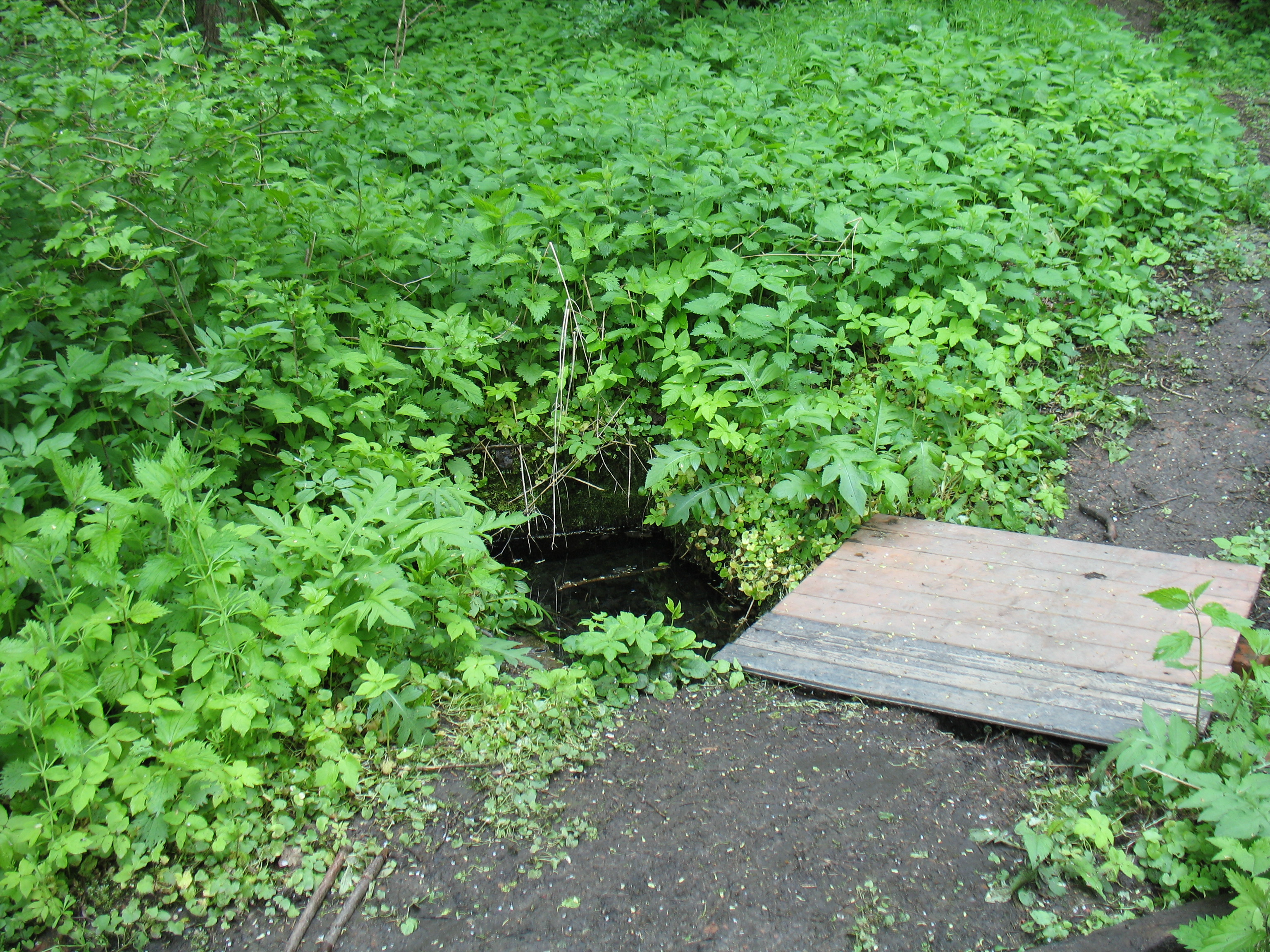
Studánka v lesoparku
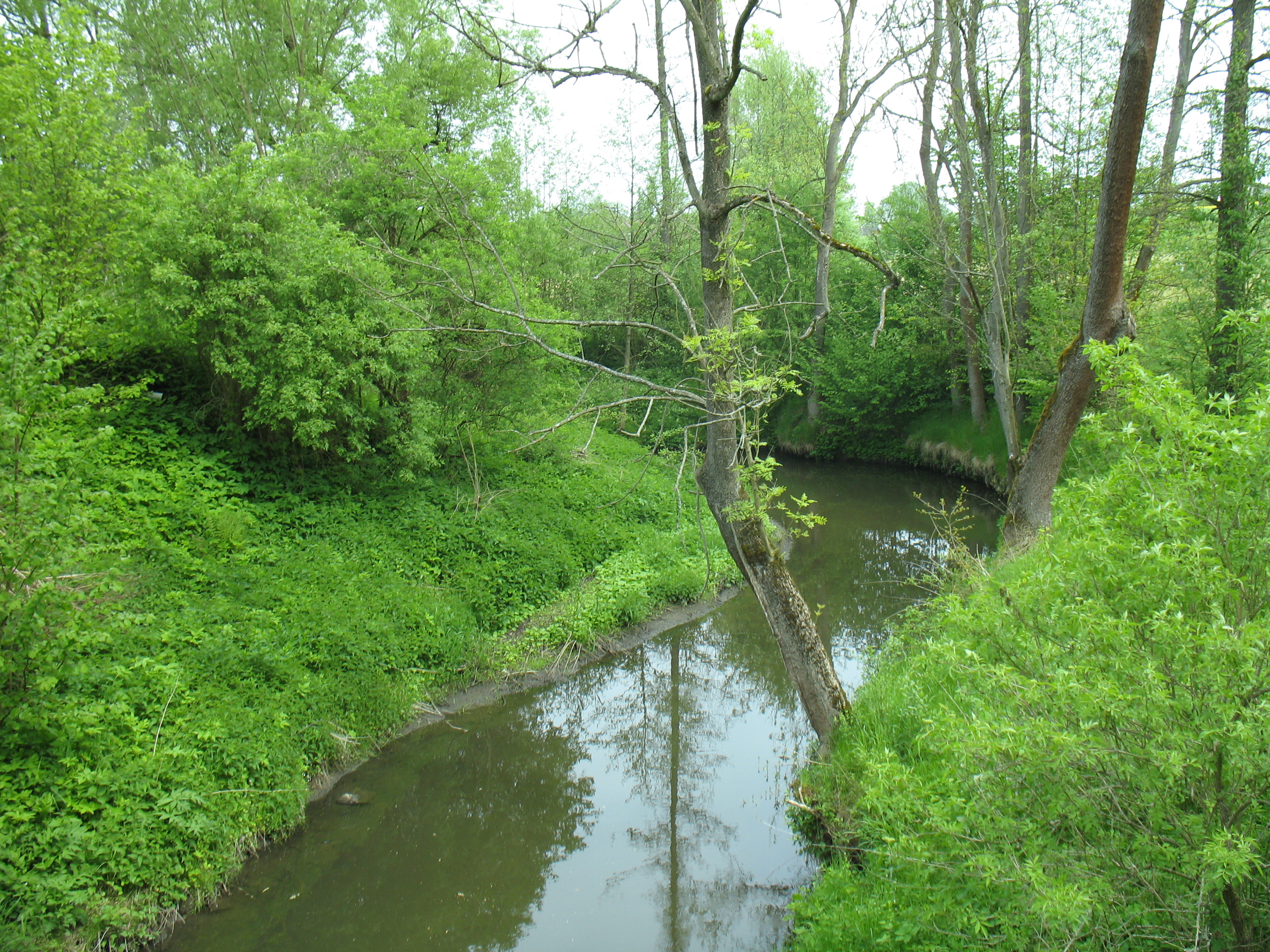
Potok Bystrá u tvrze